# Ringelsdorf (Naturschutzgebiet)
Koordinaten: 52° 14′ 40″ N, 12° 7′ 35″ O
Ringelsdorf ist ein Naturschutzgebiet in den Städten Möckern und Genthin im Landkreis Jerichower Land in Sachsen-Anhalt.
Das Naturschutzgebiet mit dem Kennzeichen NSG 0145 ist rund 157 Hektar groß. Es ist Bestandteil des FFH-Gebietes „Ringelsdorfer-, Gloine- und Dreibachsystem im Vorfläming“ und vom Landschaftsschutzgebiet „Möckern-Magdeburgerforth“ umgeben. Das Gebiet steht seit 1994 unter Schutz (Datum der Verordnung: 14. Oktober 1994). Zuständige untere Naturschutzbehörde ist der Landkreis Jerichower Land.
Das Naturschutzgebiet liegt südöstlich von Burg und westlich von Ziesar direkt nördlich der Bundesautobahn 2. Es stellt ein Feuchtgebiet mit Feuchtwäldern und Feuchtgrünland unter Schutz. So sind Erlenbruchwälder, Birken-Kiefern-Bruchwälder und feuchte Eichen-Hainbuchenwälder sowie unbewaldete Flächen mit Schilfröhricht und binsenreiche Nasswiesen zu finden. Vereinzelt kommen vermoorte Stellen mit Torfmoosen vor. 
Das Gebiet wird vom Ringelsdorfer Bach mit mehreren Nebenbächen und -gräben durchflossen. Die Bachläufe sind Lebensraum für Bachforelle, Bachschmerle, den Dreistachligen Stichling und den Neunstachligen Stichling sowie verschiedene Libellen, darunter Blauflügelprachtlibelle, Gebänderte Prachtlibelle, Kleine Pechlibelle, Kleiner Blaupfeil und Zweigestreifte Quelljungfer. Das Naturschutzgebiet ist zudem Lebensraum für Kranich sowie Fischadler und andere Greifvögel.
Der Burgwall Klopfsdorf, ein als Bodendenkmal geschützter, historischer Burgwall, liegt innerhalb des Naturschutzgebietes. Im Osten des Schutzgebietes befindet sich der „Wetterstein“, ein Findling aus der Warthekaltzeit.
Das Naturschutzgebiet ist überwiegend von Wäldern umgeben.